# Nature Valley International 2019
Il Nature Valley International 2019 è stato un torneo combinato sia maschile che femminile, su campi in erba. È stata la quarantacinquesima edizione del torneo femminile e la nona di quello maschile. Appartiene alle categorie WTA Premier per quanto riguarda il WTA Tour 2019 e come ATP Tour 250 per l'ATP World Tour 2019. Si è tenuto al Devonshire Park Lawn Tennis Club di Eastbourne, in Inghilterra, dal 24 al 29 giugno 2019.

## Partecipanti ATP

### Teste di serie
| Nazionalità | Giocatrice        | Ranking* | Testa di serie |
| ----------- | ----------------- | -------- | -------------- |
| Argentina   | Guido Pella       | 24       | 1              |
| Serbia      | Laslo Djere       | 27       | 2              |
| Regno Unito | Kyle Edmund       | 30       | 3              |
| Serbia      | Dušan Lajović     | 31       | 4              |
| Spagna      | Fernando Verdasco | 37       | 5              |
| Francia     | Gilles Simon      | 38       | 6              |
| Italia      | Marco Cecchinato  | 40       | 7              |
| Moldavia    | Radu Albot        | 41       | 8              |

* Ranking al 17 giugno 2019.

### Altri partecipanti
I seguenti giocatori hanno ricevuto una wild card per il tabellone principale:
- Jay Clarke
- Kyle Edmund
- Daniel Evans

Il seguente giocatore è entrato in tabellone come special exempt:
- Feliciano López

I seguenti giocatori sono passati dalle qualificazioni:

- Thomas Fabbiano
- Paul Jubb
- Tennys Sandgren
- James Ward

I seguenti giocatrici sono entrati in tabellone come lucky loser:
- Denis Kudla
- Juan Ignacio Londero

### Ritiri
Prima del torneo
- Matteo Berrettini → sostituito da  Leonardo Mayer
- Richard Gasquet → sostituito da  Sam Querrey
- Philipp Kohlschreiber → sostituito da  Steve Johnson
- Feliciano López → sostituito da  Juan Ignacio Londero
- Leonardo Mayer → sostituito da  Denis Kudla

## Partecipanti WTA

### Teste di serie
| Nazionalità | Giocatrice           | Ranking* | Testa di serie |
| ----------- | -------------------- | -------- | -------------- |
| Australia   | Ashleigh Barty       | 2        | 1              |
| Rep. Ceca   | Karolína Plíšková    | 3        | 2              |
| Paesi Bassi | Kiki Bertens         | 4        | 3              |
| Germania    | Angelique Kerber     | 6        | 4              |
| Ucraina     | Elina Svitolina      | 7        | 5              |
| Romania     | Simona Halep         | 8        | 6              |
| Stati Uniti | Sloane Stephens      | 9        | 7              |
| Bielorussia | Aryna Sabalenka      | 10       | 8              |
| Lettonia    | Anastasija Sevastova | 12       | 9              |
| Svizzera    | Belinda Bencic       | 13       | 10             |
| Danimarca   | Caroline Wozniacki   | 14       | 11             |
| Cina        | Wang Qiang           | 15       | 12             |
| Rep. Ceca   | Markéta Vondroušová  | 16       | 13             |
| Regno Unito | Johanna Konta        | 18       | 14             |
| Germania    | Julia Görges         | 19       | 15             |
| Estonia     | Anett Kontaveit      | 20       | 16             |

* Ranking al 17 giugno 2019.

### Altre partecipanti
Le seguenti giocatrici hanno ricevuto una wild card per il tabellone principale:
- Harriet Dart
- Simona Halep
- Angelique Kerber
- Katie Swan
- Heather Watson

La seguente giocatrice è entrata in tabellone con il ranking protetto:
- Anna-Lena Friedsam

Le seguenti giocatrici sono passate dalle qualificazioni:

- Fiona Ferro
- Polona Hercog
- Veronika Kudermetova
- Jessica Pegula
- Samantha Stosur
- Dayana Yastremska

Le seguenti giocatrici sono entrate in tabellone come lucky loser:
- Zarina Diyas
- Daria Gavrilova
- Viktorija Golubic
- Magda Linette
- Mandy Minella
- Pauline Parmentier

### Ritiri
Prima del torneo
- Bianca Andreescu → sostituita da  Evgeniya Rodina
- Ashleigh Barty → sostituita da  Mandy Minella
- Dominika Cibulková → sostituita da  Rebecca Peterson
- Julia Görges → sostituita da  Zarina Diyas
- Tatjana Maria → sostituita da  Andrea Petković
- Anastasia Pavlyuchenkova → sostituita da  Tamara Zidanšek
- Alison Riske → sostituita da  Magda Linette
- Anastasija Sevastova → sostituita da  Viktorija Golubic
- Donna Vekić → sostituita da  Daria Gavrilova
- Wang Qiang → sostituita da  Pauline Parmentier

Durante il torneo
- Danielle Collins
- Ons Jabeur
- Jeļena Ostapenko
- Barbora Strýcová

## Campioni

### Singolare maschile
Taylor Fritz ha sconfitto in finale  Sam Querrey con il punteggio di 6-3, 6-4.
- È il primo titolo in carriera per Fritz.

### Singolare femminile
Karolína Plíšková ha sconfitto in finale  Angelique Kerber con il punteggio di 6-1, 6-4.
- È il quattordicesimo titolo in carriera per Plíšková, terzo della stagione.

### Doppio maschile
Juan Sebastián Cabal /  Robert Farah hanno sconfitto in finale  Máximo González /  Horacio Zeballos con il punteggio di 3-6, 7–6(4), [10-6].

### Doppio femminile
Chan Hao-ching /  Latisha Chan hanno sconfitto in finale  Kirsten Flipkens /  Bethanie Mattek-Sands con il punteggio di 2-6, 6-3, [10-6].